# OEM
OEM (англ. Original Equipment Manufacturer) — виробник комплектного обладнання (на відміну від виробників комплектуючих виробів), тобто збірного обладнання, яке комплектується з окремих готових частин, які виготовлені іншими підприємствами. При цьому хто є розробником, конструктором, проектантом (англ. Designer) як комплектуючих, які входять до кінцевого комплектного виробу, так і самого виробу, не є принциповим: ним може бути як власне OEM, так і стороння компанія.
Також OEM може як мати власну торговельну марку («бренд»), так і не мати її, може як працювати безпосередньо на споживчий ринок, так і працювати на ринок промислової продукції — наприклад, будучи субконтрактором інших підприємств-контракторів, виготовляючи для них закінчені вироби.

## Контрактне виробництво
В електронній промисловості, орієнтованої на споживчий сектор, під OEM часто розуміють підприємства, які виконують за конструкторською документацією стороннього замовника лише складання виробів, але не виконують власних проектно-конструкторських робіт. При цьому OEM супроводжують уточнюючим словом «контракт», тим самим, вказуючи на форму економічних відносин двох суб'єктів підприємницької діяльності.

## Споживчий ринок
На роздрібному ринку комп'ютерних комплектуючих і програмного забезпечення пострадянського простору абревіатура «OEM», в силу ряду причин, придбала своє особливе — маркетингове і побутове — значення, і закріпилася там у споживачів і продавців, ставши традиційною: в даному значенні це — версія продукту, товару, що поставляється виробником у мінімально необхідній комплектації і надходить в такому вигляді в роздрібну торгівлю.
При цьому продукт не орієнтований на кінцевого споживача і безпосередній виробник не забезпечує його підтримку — гарантійні зобов'язання і їх обсяг на свій розсуд беруть (або не беруть) на себе роздрібні продавці. У випадку програмного забезпечення версії «OEM» і retail можуть істотно відрізнятися умовами ліцензійних угод. Так звані «OEM-товари» зазвичай поставляються без супроводжуючих матеріалів та додаткових компонентів, в упаковці без оформлення, яка гарантує лише їх безпечне транспортування.
Завдяки меншим габаритам, мінімальній комплектації і зниженим витратам виробника на маркетингові рішення, «OEM-товари» є на 10-40 % дешевшими, ніж товари, призначені для роздрібної торгівлі (т. зв. Retail).
Тобто «OEM-версія» товару це фактично комплектуючі, що поставляються у вигляді, призначеному для промислових виробників (власне OEM), але продаються в роздрібній мережі.
У деяких країнах роздрібний продаж «OEM-товарів» — виробів, що призначені для OEM (тобто виробників, а не споживачів) — заборонений.

## Автомобілебудування
В автомобілебудуванні OEM означає car-maker, тобто виробника автомобілів (наприклад, Toyota, Nissan, Hyundai, HP). Особливість автомобілебудування полягає в тому, що основні вузли та компоненти виробляють і постачають інші компанії, так звані постачальники 1 рівня.
З готових вузлів і компонентів ОЕМ збирає, зварює, забарвлює й отримує готовий автомобіль. При цьому основним виробником автомобіля є ОЕМ, - саме він контролює якість, термін і кількість деталей і вузлів, що поставляються постачальниками.